# Paggetto (acconciatura)

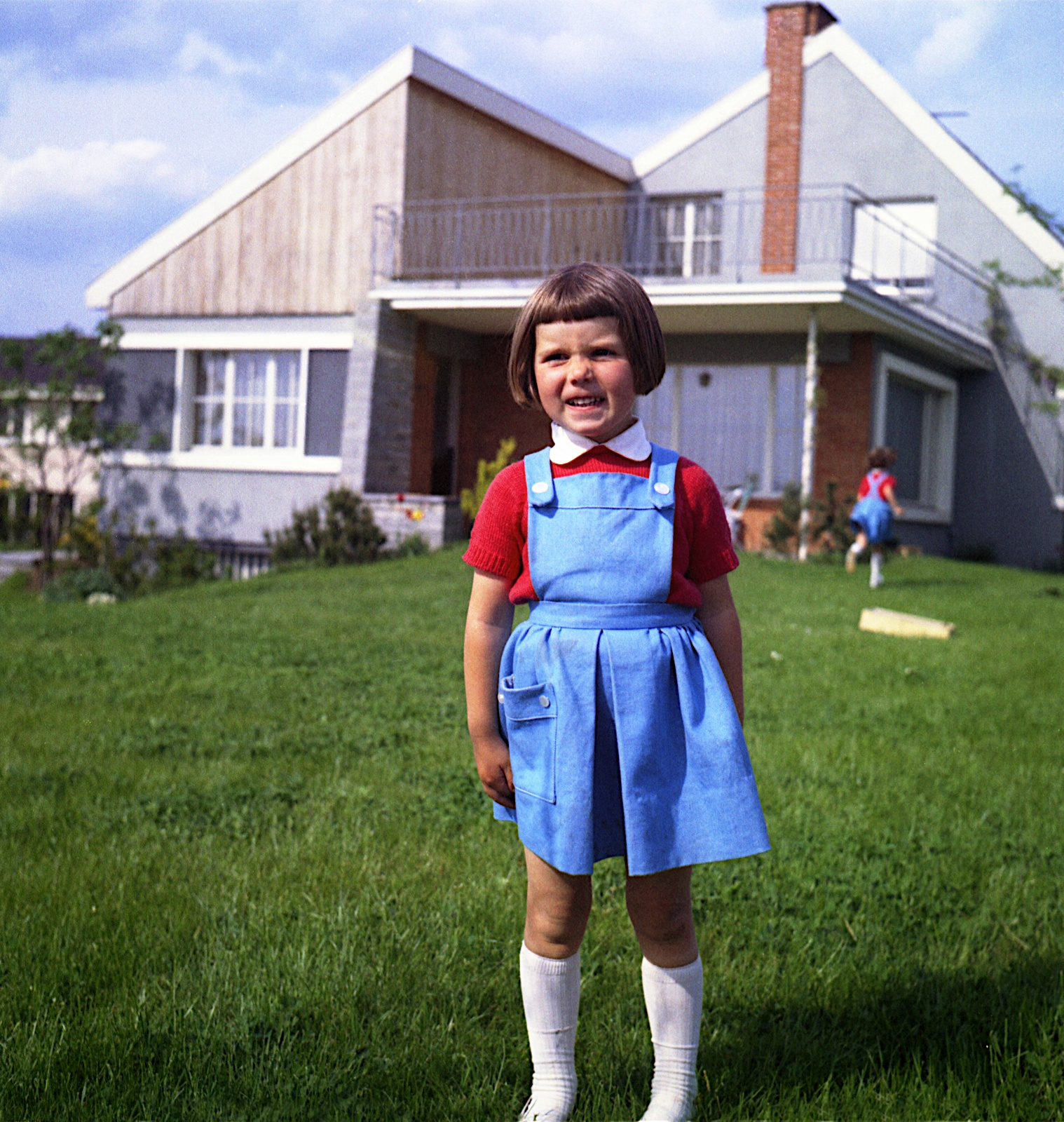
Capelli "a paggetto"

Paggetto è il termine con il quale si fa riferimento ad un tipo di acconciatura. Prende il proprio nome da quella che si pensa fosse l'acconciatura tipica dei paggi inglesi. Consiste in una acconciatura liscia, in cui i capelli sono tenuti lunghi sul davanti (con una frangetta), sulle orecchie ed arrivano dietro all'altezza della nuca. Fu molto popolare fra gli anni cinquanta e sessanta.

## Utilizzo nei media
Diversi celebri personaggi sono stati dotati di un taglio di capelli "a paggetto" (negli anni Sessanta The Beatles). Fra i più ricordati possono essere citati Willy Wonka, interpretato da Johnny Depp nel film del 2005 Willy Wonka e la fabbrica di cioccolato, Mia Wallace interpretata da Uma Thurman nel film Pulp Fiction, o Anton Chigurh interpretato da Javier Bardem in Non è un paese per vecchi del 2007. Si ricordano anche He-Man nel cartone animato I dominatori dell'universo e Rei Ayanami nell'anime Neon Genesis Evangelion. Famoso è anche il taglio di Anna Wintour, la direttrice di Vogue.